# Puente Viesgo
Puente Viesgo est une commune espagnole située dans la communauté autonome monoprovinciale de Cantabrie.

## Jumelages
Les Eyzies-de-Tayac-Sireuil (France)